# Radzicz (gromada)
Radzicz – dawna gromada, czyli najmniejsza jednostka podziału terytorialnego Polskiej Rzeczypospolitej Ludowej w latach 1954–1972.
Gromady, z gromadzkimi radami narodowymi (GRN) jako organami władzy najniższego stopnia na wsi, funkcjonowały od reformy reorganizującej administrację wiejską przeprowadzonej jesienią 1954 do momentu ich zniesienia z dniem 1 stycznia 1973, tym samym wypierając organizację gminną w latach 1954–1972.
Gromadę Radzicz z siedzibą GRN w Radziczu utworzono – jako jedną z 8759 gromad na obszarze Polski – w powiecie wyrzyskim w woj. bydgoskim, na mocy uchwały nr 24/18 WRN w Bydgoszczy z dnia 5 października 1954. W skład jednostki weszły obszary dotychczasowych gromad Radzicz, Kraczki i Dębionek ze zniesionej gminy Sadki w tymże powiecie. Dla gromady ustalono 23 członków gromadzkiej rady narodowej.
31 grudnia 1961 do gromady Radzicz włączono wsie Liszkówko, Dębno i Dziunin ze zniesionej gromady Liszkowo w tymże powiecie.
Gromadę zniesiono 1 stycznia 1969, a jej obszar włączono do gromad Sadki (sołectwa Radzicz (bez osady Formoza), Kraczki i Liszkówko oraz osada Sadkowski Młyn z sołectwa Dębionek) i Witosław (sołectwa Dębno i Dębionek (bez osady Sadkowski Młyn) oraz osada Formoza) w tymże powiecie.